# Conergy
Conergy AG è un'impresa tedesca fondata nel 1998 dall'attuale presidente Hans-Martin Rüter.
Dà lavoro a oltre 2000 persone ed è un'azienda leader mercato dell'energia solare in Europa.
È una produttrice di componenti per termo-solare, fotovoltaico e eolico.
Dal marzo 2005 è quotata alla borsa di Francoforte con l'abbreviazione CGY.
Attualmente opera con filiali in 25 paesi del mondo, in 5 continenti.
La loro rete di distribuzione di prodotti include oltre 67 distributori e grossisti, in oltre 18 nazioni.